# Jack Peñate
Jack Peñate (ur. 2 września 1984 w Londynie) – brytyjski piosenkarz, gitarzysta, autor tekstów piosenek i producent muzyczny.        
Jego muzyka, będąca mieszanka stylów, zawiera elementy jego różnorodnych wpływów, od rockabilly i folku po jazz i trip hop. Jako swoją inspirację muzyczną wymieniał Prince'a, Jeffa Buckleya, Shuggiego Otisa, Todda Rundgrena, J.J. Cale'a i Herbiego Hancocka. Wraz z Lily Allen, Jamiem T, Kate Nash i Adele jest zaliczany do grupy brytyjskich muzyków „Estuary English” – brytyjskiego trendu z lat 2006/2007 wśród młodych muzyków „odkrytych na MySpace”.

## Życiorys
Urodził się w londyńskim Blackheath w rodzinie Angielki i Hiszpana pochodzącego z rodziny hiszpańskich arystokratów. Jego dziadkiem ze strony matki był pisarz Mervyn Peake. Dorastając w południowo-wschodnim Londynie już jako dziecko eksperymentował z lekcjami gry na pianinie, zanim zdecydował się na gitarę. Uczęszczał do Alleyn's School w londyńskim Dulwich wraz z Jessie Ware i Florence Welch.
Mając 17 lat wraz ze swoim przyjacielem Felixem Whitem założył zespół Jack's Basement, który w późniejszym czasie rozpadł się na dwie części – jedna utworzyła grupę The Maccabees, a druga stworzyła zespół towarzyszący Peñate'owi w jego karierze solowej, z Joelem Porterem na basie i Alexem Robinsem na perkusji.
Po rozpoczęciu studiów klasycznych na University College London związał się z londyńskim klubem niezależnym i wytwórnią Young Turks, która 4 grudnia 2006 roku wydała jego debiutancki singiel „Second, Minute or Hour”. Porzucił studia, by skupić się na karierze muzycznej.
Jesienią 2006 roku podpisał kontrakt z XL Recordings. Wydała ona jego debiutancki album Matinée w 2007 roku, a drugi, Everything Is New, w 2009 roku. W 2012 roku wydał utwór „No One Lied”, a w 2018 roku swoją pierwszą nową muzykę od ponad pięciu lat, którym był miks „A Thousand Faces”. Współpracował w tym czasie także przy albumie Davida Byrne'a American Utopia, wydanym w 2018 roku. 
W 2019 roku Peñate wydał swój trzeci album studyjny – After You. Pierwszym singlem z trzeciego albumu był „Prayer”, a drugim „Murder”. Był to jego kolejny, po ponad dziesięciu latach, album studyjny, a o tak długiej przerwie pomiędzy nimi mówił w wywiadzie: „Byłem wyczerpany i naprawdę potrzebowałem stworzenia stabilnego, spokojnego życia, takiego jak to, które miałem dorastając”. Pierwotnie planował przerwę na około cztery lata, bo tyle czasu potrzebował, aby nauczyć się samodzielnie nagrywać płyty.
26 sierpnia 2020 roku wydał minialbum Noetics, który zawiera trzy utwory. Została on nagrany pod koniec 2019 roku, część jego utworów zarejestrowano w nowojorskim Electric Lady Studios, a jego wydaniu towarzyszył teledysk do utworu „Not Enough”.
Od 2021 roku współpracował z Inflo i kolektywem Sault przy kilku albumach, w tym 11, który w maju 2023 roku zdobył nagrodę Ivor Novello w kategorii „Najlepszy album”. W listopadzie 2023 roku Sault zapowiedzieli swój pierwszy występ na żywo. Trasa rozpoczęła się 14 grudnia w Londynie, a gościnnie wystąpił także Peñate. Podczas koncertu wykonano utwory z niewydanego wówczas albumu Acts of Faith.
Współpracował z Jaydą G nad wydanym w 2023 roku albumem Guy, którego został współproducentem. Wystąpił gościnnie w utworze „No Time” zespołu Django Django, który znalazł się w czteroczęściowym albumie Off Planet wydanym w 2023 roku. W czerwcu 2024 roku pojawił się na scenie grając na gitarze z Little Simz podczas festiwalu Glastonbury. 

## Dyskografia

### Albumy studyjne
| Rok                                                     | Tytuł              | Szczegóły                                 | Najwyższa pozycja na liście | Najwyższa pozycja na liście | Najwyższa pozycja na liście |
| Rok                                                     | Tytuł              | Szczegóły                                 | UK                          | UK Indie                    | BE (FL)                     |
| ------------------------------------------------------- | ------------------ | ----------------------------------------- | --------------------------- | --------------------------- | --------------------------- |
| 2007                                                    | Matinée            | - Data: 8 października 2007 - Wydawca: XL | 7                           | 1                           | —                           |
| 2009                                                    | Everything Is New  | - Data: 22 czerwca 2009 - Wydawca: XL     | 16                          | 2                           | 61                          |
| 2019                                                    | After You          | - Data: 29 listopada 2019 - Wydawca: XL   | —                           | 15                          | —                           |
| 2024                                                    | Wondrous Strange   | - Data: 7 stycznia 2024 - Wydawca: 77     | —                           | —                           | —                           |
| "—" oznacza, że album nie był notowany na danej liście. |                    |                                           |                             |                             |                             |
| [ 5 ] [ 2 ] [ 28 ]                                      | [ 5 ] [ 2 ] [ 28 ] | [ 5 ] [ 2 ] [ 28 ]                        | [ 29 ]                      | [ 29 ]                      | [ 30 ]                      |